# Шеуліца
Шеуліца (рум. Șăulița) — село у повіті Муреш в Румунії. Входить до складу комуни Міхешу-де-Кимпіє.
Село розташоване на відстані 287 км на північний захід від Бухареста, 29 км на північний захід від Тиргу-Муреша, 48 км на схід від Клуж-Напоки.

## Населення
За даними перепису населення 2002 року у селі проживали 132 особи. Рідною мовою 130 осіб (98,5%) назвали румунську.
Національний склад населення села:
| Національність | Кількість осіб | Відсоток |
| -------------- | -------------- | -------- |
| румуни         | 115            | 87,1%    |
| цигани         | 17             | 12,9%    |